# Michal Karlovský
Michal Karlovský (12. srpna 1883 Malá Vieska nebo Turčianske Teplice – 5. dubna 1955 Limbach) byl slovenský a československý politik a meziválečný poslanec Národního shromáždění za Republikánskou stranu zemědělského a malorolnického lidu (agrárníky).

## Biografie
Byl aktivní v slovenském národním hnutí před rokem 1918. Patřil mezi signatáře Martinské deklarace. Po vzniku Československa získal zbytkový statek v Senci. Podle údajů k roku 1923 byl profesí rolníkem v Malé Viesce v Povážské župě (dnes součást města Turčianske Teplice).
Po parlamentních volbách v roce 1920 se stal poslancem Národního shromáždění. Mandát ale získal až dodatečně roku 1923 jako náhradník poté, co rezignoval poslanec Ivan Hálek.
Byl členem výboru Zemědělské rady pro Slovensko a Podkarpatskou Rus. Organizoval hasičský sbor v Turci a působil na podporu slovenských menšin na jihu Slovenska. Od roku 1938 žil v Limbachu.